# Orobanche ludoviciana
Orobanche ludoviciana är en snyltrotsväxtart som beskrevs av Thomas Nuttall. Orobanche ludoviciana ingår i släktet snyltrötter, och familjen snyltrotsväxter.

## Underarter
Arten delas in i följande underarter:
- O. l. ludoviciana
- O. l. multiflora